# Bathory (gruppo musicale)
I Bathory sono stati un gruppo black metal svedese formatosi a Vällingby, quartiere di Stoccolma, nel 1983. Sono ritenuti fondamentali per l'evoluzione del black metal nonché per aver contribuito alla nascita del viking metal.

## Storia del gruppo
La band viene formata nel 1983 ad opera del cantante, chitarrista e leader Quorthon, all'epoca conosciuto come Black Spade (cambiò nuovamente soprannome in Ace Shoot prima di passare a quello definitivo).
La band viene notata per la prima volta dalla Tyfon Grammofon's che chiede al gruppo due canzoni da inserire nella compilation Scandinavian Metal Attack. Le due tracce ottengono un inaspettato successo così i boss della casa decidono di far registrare al gruppo un album.
Viene così registrato l'omonimo debutto Bathory, uscito nel 1984 e seguito nel 1985 da The Return....... Il primo lavoro è molto grezzo e registrato con scarsa attenzione e cura dei particolari, tuttavia è proprio questa particolarità che negli anni diventerà il trademark fondamentale di ogni album targato Bathory. Il secondo album è caratterizzato da canzoni più lunghe del primo, anche se registrate decisamente meglio. Entrambi i lavori sono pesantemente originati dal thrash metal oscuro sullo stile dei Venom (ma con caratteristiche diverse, come ad esempio le ritmiche dei pezzi, che sono decisamente più veloci ed aggressive ed anche la voce in scream, che sarà una particolarità per l'evoluzione del Black metal) per via delle tematiche trattate, con continui riferimenti a Satana.

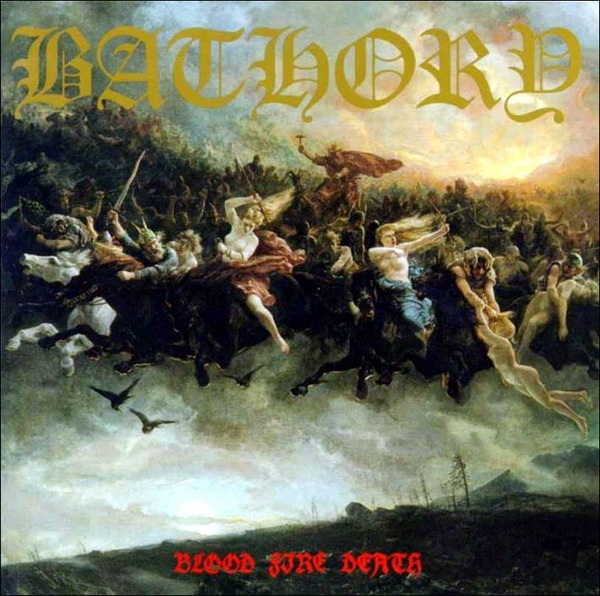
Blood Fire Death (1988)

Il terzo album, Under the Sign of the Black Mark (1987), presenta sonorità considerate importantissime per l'evoluzione del black metal, infatti in questo album Quorthon crea una musica con un tono decisamente "malvagio", che caratterizzerà la futura ondata black metal. In questo album le ritmiche si fanno ancora più veloci con la presenza della chitarra "a zanzara", elemento che conferisce all'album un suono più pieno e volutamente più confusionario. Blood Fire Death (1988) evidenzia un certo "rallentamento" delle composizioni, che lasciano più spazio alla melodia, ma le sonorità rimangono pressoché incisive come in passato.
La svolta si completa con il successivo Hammerheart (1990), primo vero album Viking metal, dove la furia thrash degli esordi viene accorpata con atmosfere epiche ed evocative, accantonando il satanismo degli esordi con testi che si riferiscono ai vichinghi e alla mitologia norrena. Il pubblico e la critica apprezzarono molto e i giornalisti del settore, in seguito, coniarono il termine viking per definire questo nuovo sottogenere. Da una delle canzoni nell'album, One Rode to Asa Bay, fu girato un video musicale.
Con il successivo Twilight of the Gods (1991) la band prosegue lo sviluppo del nuovo genere, aggiungendovi nuovi elementi ed estendendo considerevolmente la schiera dei fan.
Nel 1994 esce Requiem, album controverso poiché i Bathory non smettono di innovare dedicandosi al thrash metal. Quest'ulteriore cambio di genere non incontra i gusti dei fan che invocano al contrario un ritorno alle sonorità più classiche. Il successivo Octagon, uscito nel 1995 per la Black Mark Records, mantiene uno stile simile a quello dell'album precedente, ricevendo scarso successo da parte di critica e pubblico.
Nel 1996 Quorthon decide di accontentare le richieste dei fan che chiedevano un ritorno dei Bathory al viking metal, pubblicando Blood on Ice, un concept album contenente canzoni registrate da Quorthon nel 1989, ma mai pubblicate; il disco riesce nell'intento di riavvicinare ai Bathory i fan rimasti delusi dal cambio di genere dei due precedenti album.
Nel 1998 viene pubblicato il disco tributo In Conspiracy with Satan: A Tribute to Bathory, che raccoglie cover di canzoni dei Bathory, realizzate da band della scena black e death metal scandinava come Emperor, Dark Funeral e Marduk.
I Bathory tornano sulle scene nel 2001, a cinque anni di distanza, con l'album Destroyer of Worlds, che presenta un connubio tra canzoni viking metal, sullo stile di quelle presenti in Hammerheart e Twilight of the Gods, e altre dalle sonorità thrash metal, più simili a quelle contenute in Requiem e Octagon. Nonostante l'intento di Quorthon di cercare di avvicinare all'album sia i fan dei Bathory del periodo viking che quelli del periodo più thrash/black, l'album non ricevette buone recensioni.
Vengono quindi pubblicati Nordland I e Nordland II, rispettivamente nel 2002 e nel 2003, che segneranno il ritorno alle sonorità epiche del viking e verranno molto apprezzati da critica e fan. In quello che era il progetto iniziale, i due album avrebbero dovuto essere parte di una tetralogia basata sulla mitologia norrena, ma la morte di Quorthon, avvenuta nel giugno 2004 a causa di un attacco cardiaco, ha decretato di fatto la fine sia del progetto che dei Bathory stessi.
Nel giugno 2006, la Black Mark Records ha pubblicato la raccolta In Memory of Quorthon, contenente 3 CD con le migliori canzoni dei Bathory e della discografia solista di Quorthon, un libretto di 176 pagine, il DVD della versione senza tagli del video di One Rode to Asa Bay, un'intervista al musicista svedese e vari filmati promo inediti.
Questa che segue è la lista di tutti i componenti della band metal Bathory, dagli esordi fino allo scioglimento. Kothaar e Vvornth sono i nomi di vari musicisti differenti che hanno suonato negli album dei Bathory dal 1988 al 1996 nei rispettivi ruoli di bassista e batterista.

## Formazione

### Ultima
- Quorthon - voce, chitarra, tastiere, batteria, basso testi e musica (1983 - 2004)

### Ex componenti
- Freddan (Fredrick Hanoi) - basso  (1983-1984)
- Jonas Åkerlund (Vans McBurger) - batteria (1983-1984)
- Vvornth - batteria (1988-1996)
- Kothaar - basso (1988-1996)
- The Animal - voce (1983)

## Discografia

### Album in studio
- 1984 - Bathory
- 1985 - The Return......
- 1987 - Under the Sign of the Black Mark
- 1988 - Blood Fire Death
- 1990 - Hammerheart
- 1991 - Twilight of the Gods
- 1994 - Requiem
- 1995 - Octagon
- 1996 - Blood on Ice
- 2001 - Destroyer of Worlds
- 2002 - Nordland I
- 2003 - Nordland II

### Compilation
- 1992 - Jubileum Volume I
- 1993 - Jubileum Volume II
- 1998 - Jubileum Volume III
- 2001 - Katalog

### Box-Set
- 2006 - In Memory of Quorthon

## Videografia
- 1990 - One Rode to Asa Bay